# Beinn a’ Charra
Bheinn a’ Charra (auch An Carra genannt) ist ein etwa 5,0 m hoher von Flechten übersäter neolithischer Menhir (englisch Standing stone), östlich von Stoneybridge (auch Staoinebrig) im Zentrum der Äußeren Hebrideninsel South Uist in Schottland.
Im nahen Loch Beinn A’ Charra liegt ein Crannog. Ein gleichnamiger, auch Clach Bharnach Bhraodag – „Freyas Napfschneckenstein“ – genannter über 2,75 m hoher, 1,95 m breiter und 0,75 m dicker, nach Süden geneigter Menhir steht auf North Uist.